# Hamerteen

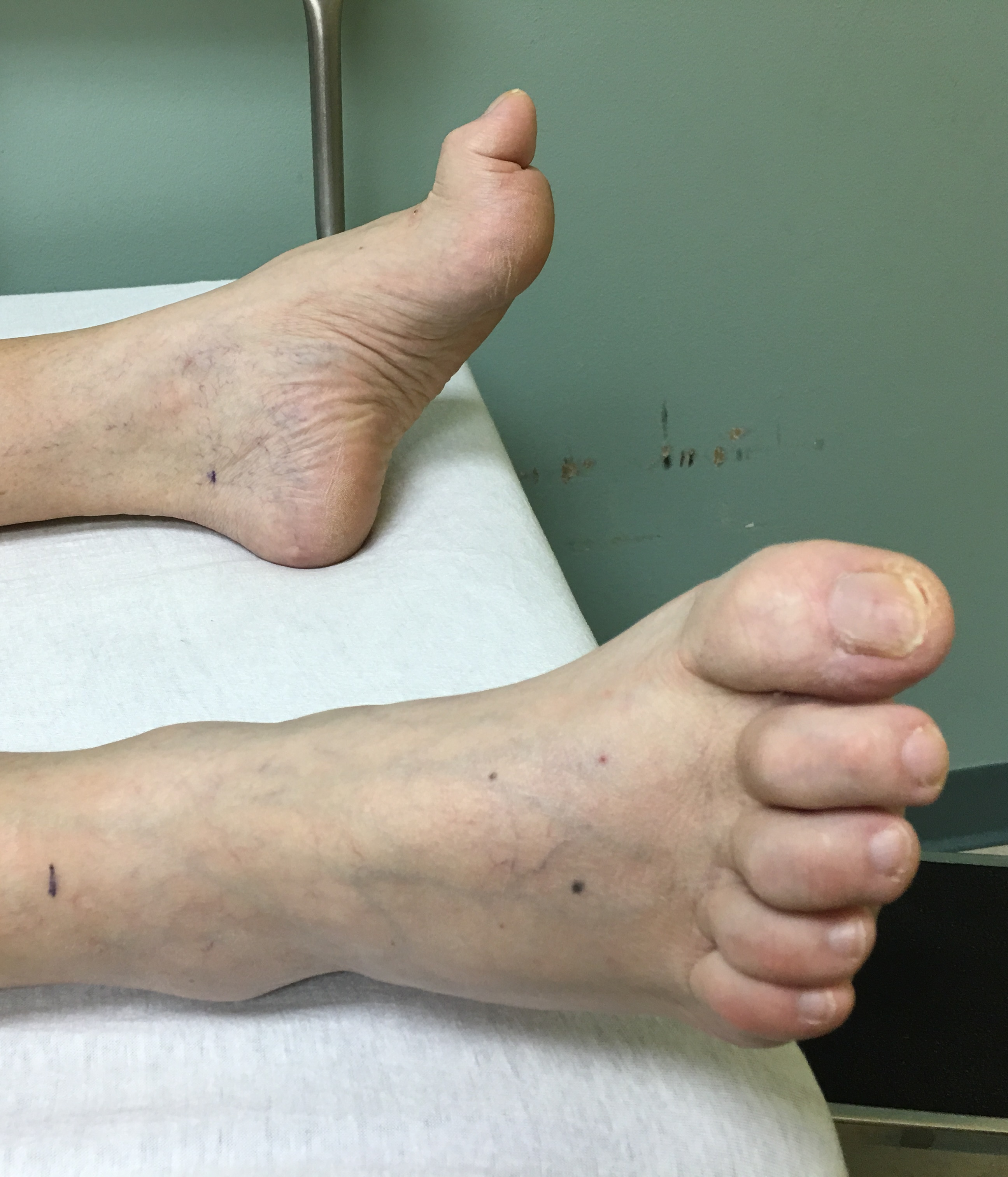
Hamertenen

Een hamerteen (digitus malleus) is een teen waarvan het eerste kootje naar boven staat, het tweede kootje naar beneden, en het derde kootje recht. De term hamerteen wordt vaak verwisseld met de term klauwteen (digitus mallet), waarbij zowel het tweede als het derde kootje gebogen staat. Wanneer een teen nog met de vingers kan worden recht geduwd spreekt men van een flexibele hamer- of klauwteen, wanneer dit niet (meer) kan van een rigide hamer- of klauwteen.
Een hamer- of klauwteen komt niet bij de grote teen voor omdat deze slechts twee kootjes heeft.

## Oorzaken
Naast erfelijkheid kan een hamer- of klauwteen de volgende oorzaken hebben:
- Een hamerteen komt vaak voor in combinatie met hallux valgus. In dit geval drukt de grote teen tegen de tweede teen aan, waardoor deze omhoog gaat staan.
- Bij een doorgezakte voorvoet (spreidvoet) gaan de middelste drie tenen omhoog staan omdat de kopjes van de middenvoetsbeentjes naar beneden gezakt zijn.
- Bij een holvoet (verhoogde wreef) is de peesplaat van de voet extra gespannen, waardoor de tenen in een hamerteenstand kunnen worden getrokken.
- Andere oorzaken van hamertenen zijn een verstoord evenwicht van de voetspiertjes die de teen laten strekken en buigen. Dit kan voorkomen bij mensen met gewrichtsslijtage, slagaderverkalking, diabetes of reuma. Dit kan tevens komen door ouderdom of na een trauma.[3]

## Klachten
Vele klachten beginnen met een pijn in het gewricht van de teen. Het lopen wordt steeds moeilijker en pijnlijker en voor vrouwen wordt het dragen van hakken een pijnlijke tocht. De klachten doen zich uitsluitend voor bij de middelste tenen. De grote en kleine teen worden dus uitgesloten. Jaarlijks krijgen duizenden Nederlanders te maken met deze medische aandoening.
Mensen met hamertenen of klauwtenen kunnen op den duur last krijgen van metatarsalgie, omdat de kopjes van de middenvoetsbeentjes naar beneden gaan staan. Hierdoor ontstaat er druk op de onderkant van de voet.
Omdat de bovenkant en het topje van de teen naar boven respectievelijk naar beneden drukken, kan het dragen van schoenen pijnlijk zijn. Verder kunnen hierdoor nagelproblemen, eelt, likdoorns en wondjes ontstaan.

## Behandeling
Een hamerteen/digitus malleus of klauwteen/digitus mallet kan niet zonder operatie worden rechtgezet. Met behulp van orthopedische hulpmiddelen kan de pijn wel verzacht worden.
- Bij een operatie van een flexibele hamer- of klauwteen kunnen de pezen van de tenen worden omgelegd waardoor het evenwicht tussen de buig- en strekspieren hersteld wordt.
- Bij een operatie van een rigide hamer- of klauwteen kunnen het eerste en tweede teenkootje aan elkaar worden vastgemaakt door het gewrichtje ertussen te verwijderen en de kootjes met een pinnetje vast te maken. Uiteindelijk groeien de teenkootjes aan elkaar vast. Hiernaast kan ook de strekpees van de teen worden opgerekt.[5][6]